# Matti Pekkanen
Teuvo Matias (Matti) Pekkanen, född 1 november 1925 i Etseri, död 16 april 2004 i Helsingfors, var en finländsk företagsledare.
Pekkanen blev diplomingenjör 1952. Han var 1957–1973 anställd vid Oulu Oy, 1973–1975 konsultativ direktör vid AFC med ansvar för frågor gällande samarbete inom företag, riksförlikningsman 1975–1978 och vd för Finlands skogsindustriförbund 1979–1990. Han verkade därtill 1981 och 1984 som inkomstpolitisk utredningsman vid statsrådets kansli och ledde förhandlingarna som ledde till de inkomstpolitiska helhetsavtal som ingicks nämnda år.
Pekkanens namn kom att förknippas med avtalet av 1984, då man kom överens om en årlig förkortning av arbetstiden med 32 timmar som skulle tas ut i hela dagar ("pekkasdagar"). 